# Козак Ярослав Іванович
Козак Ярослав Іванович (нар. 25 травня 1944, м. Борщів Тернопільської області) — український політик, народний депутат України 3-го скликання (з вересня 1998 по квітень 2002), академік Нафтогазової академії України.

## Родина
Виховувався у великій робітничій сім'ї разом із трьома братами — Володимиром, Ізидором, Євгеном. У сім'ї був наймолодшим сином. Найстарший брат Володимир був відомим вчителем математики у Борщеві. Його дід — Козак Андрій Теодорович — був одним із засновників у 1895 р. філії-читальні у м. Борщеві.
Має доньку Тетяну (кандидат медичних наук), двох синів — Володимира і Ярослава, та онука — Олексія.

## Трудова діяльність
- Трудову діяльність розпочав у 1958 р. у м. Борщеві спочатку учнем, а згодом майстром швейного цеху райпобуткомбінату. Упродовж 1961—1963 рр. працював дезінфектором у Борщівській райлікарні, шофером III класу в Борщівському міжрайвідділенні «Сільгосптехніка».

- У 1963 р. вступив до Львівського політехнічного інституту (Івано-Франківський інститут нафти і газу був на той час одним із факультетів Львівського політехнічного інституту і був заснований у 1967 році). Тому у 1968 році закінчив уже Івано-Франківський інститут нафти і газу за спеціальністю «Машини і обладнання нафтових і газових промислів», таким чином ставши одним із перших випускників цього вищого навчального закладу.

- З 1968 р. по 1975 р. працював дизелістом, старшим інженером-механіком, начальником вишкомонтажного цеху в Прилуцькому управлінні бурових робіт Державного підприємства "Виробниче об'єднання «Укрнафта». Державне підприємство "Виробниче об'єднання «Укрнафта» в свою чергу було створено на базі Укрнафтокомбінату на початку 1945 року, і мало забезпечувати видобуток нафти (газового конденсату та газу) в Українській РСР.

- У 1975—1976 рр. знаходився у службовому відрядженні в Алжирській НДР як виконроб з будівництва бурових веж.

- З 1976 р. по 1977 р. працював старшим інженером виробничого відділу Прилуцького управління бурових робіт, а протягом 1977—1987 рр. — начальником цеху, заступником директора Полтавського тампонажного управління Державного підприємства "Виробниче об'єднання «Укрнафта».

- У 1987—1990 рр. знаходився у службовому відрядженні в Іраку. Працював керівником контракту з підтримки пластового тиску у свердловинах.

- З 1990 р. по 1993 р. — заступник головного механіка Полтавського тампонажного управління Державного підприємства "Виробниче об'єднання «Укрнафта».
- З 1994 р. по 1998 р. — заступник начальника управління, начальник відділу, начальник управління, голова правління ВАТ Укрнафта 1997—1998.

- у 1998—2002 рр. — Народний депутат України, обраний від 150 мажоритарного Карлівського виборчого округу Полтавської області, член Комітету з питань будівництва транспорту і зв'язку, входив до депутатської групи «Відродження регіонів».

Брав активну участь у законодавчій діяльності ВР України. Автор багатьох законів, спрямованих на покращення економічного стану країни.

## Звання та нагороди
- Академік Нафтогазової академії України;
- Державний службовець I рангу;
- Учасник ліквідації аварії на Чорнобильській АЕС;
- Нагороджений медаллю за «Трудову відзнаку» (1986 р.), ювілейним орденом Святого Князя Костянтина Острозького І ступеня (2002 р.), Подякою Президента України (1999 р.), подяками Кабінету Міністрів України (2000 р., 2001 р.), Грамотою Президента України (2001 р.), Грамотою президії Центральної ради профспілки працівників нафтової і газової промисловості (2001 р.), Грамотою Верховної Ради України (2002 р.). Його ім'я внесено до «Золотої книги Української еліти» (2001 р.).